# Bent Christensen Arensøe
Bent Christensen Arensøe (ehemals Bent René Christensen; * 4. Januar 1967 in Kopenhagen) ist ein dänischer Fußballtrainer und ehemaliger Fußballprofi. Er spielte bei verschiedenen Erstligavereinen in Europa, sechs Jahre war er bei Brøndby IF, wo er insgesamt 106 Tore in 206 Spielen erzielte und fünfmal dänischer Meister wurde. Wegen seiner Schnelligkeit und Angriffsstärke wurde der Stürmer Turbo genannt; beim FC Schalke 04, für den er in zwei Bundesliga-Spielzeiten nur acht Tore erzielte, nannten ihn die Fans jedoch bald Trabi.
Seit Oktober 2005 ist er bei Brøndby IF als Trainer tätig: zunächst als Jugendtrainer, später als Trainerassistent der Erstligamannschaft.

## Vereinskarriere
Christensen begann seine Laufbahn 1985 bei Brønshøj BK unter Trainer Ebbe Skovdahl. Doch noch im selben Jahr ging der erst 17-Jährige in die Nationalliga A zu Servette Genf, wo er gleich Schweizer Meister wurde. 1987 kehrte er auf Leihbasis zurück in seine Heimat, wo er bei Vejle BK unterschrieb. Später im Jahr wechselte er ganz zurück in die Heimat und unterschrieb bei Brøndby IF, wo mittlerweile Skovdahl Trainer war. Mit Brøndby gewann er die dänischen Meisterschaften 1988 und 1989; in diese Zeit fiel auch sein Nationalmannschaftsdebüt.
Dreimal – 1988, 1990 und 1991 – war er in seiner Zeit bei Brøndby erfolgreichster Saisontorschütze der dänischen ersten Liga. Unter Trainer Morten Olsen erreichte er mit Brøndby 1991 das Halbfinale des UEFA-Pokals. Zur Saison 1991/92 wechselte Christensen erneut ins Ausland; hierbei unterschrieb er beim FC Schalke 04, der zuvor in die Bundesliga aufstieg. Der Fünf-Millionen-D-Mark-Transfer machte ihn zum zu der Zeit teuersten dänischen Fußballspieler. In seinen zwei Spielzeiten in Gelsenkirchen blieb ihm der Erfolg verwehrt; sein erstes von sechs Toren in der Saison 1991/92 machte er in der ersten Minute der Begegnung des 13. Spieltags gegen Hansa Rostock. Er wurde dennoch in der 71. Spielminute für Uwe Leifeld ausgewechselt, der danach noch zwei Tore zum 5:0-Sieg beitrug. In seiner zweiten Spielzeit kam er bei 23 Einsätzen lediglich noch zu zwei Treffern. Einer davon sicherte ihm jedoch einen „Platz im Herzen der Knappen-Fans“: am 22. August 1992 erzielte er, nach dem Führungstreffer durch Günter Schlipper, das zweite Tor zum 2:0-Sieg im Revierderby bei Borussia Dortmund.
Mit keinem der drei Trainer in seiner Schalker Zeit – Aleksandar Ristić, Udo Lattek und Helmut Schulte – kam er zurecht. Er „brauchte das Konterspiel, in dem er seine Schnelligkeit in die Waagschale werfen konnte. Diese taktische Variante wurde jedoch damals auf Schalke nicht praktiziert.“ Zur Saison 1993/1994 wurde er nach Griechenland zu Olympiakos Piräus und ein Jahr später an SD Compostela in die Primera División ausgeliehen. Die Spanier kauften ihn 1995 den Schalkern für 500.000 D-Mark ab. Er blieb insgesamt drei erfolgreiche Jahre bei dem galicischen Verein, ehe es ihn 1997 in die Türkei zu Gençlerbirliği zog. Die Saison in der Süperlig spielte er jedoch nicht zu Ende; er ging zurück nach Dänemark und unterschrieb erneut bei Brøndby IF, wo er der Sturmkollege des späteren Schalke-Spielers Ebbe Sand war. Mit Brøndby gewann Christensen Arensøe 1998 die Meisterschaft sowie den Pokal. In der folgenden Saison nahm er mit Brøndby an der Champions League teil. Nach der Saison 1999/2000 beendete er seine Profikarriere, machte jedoch noch einige Spiele für seinen Jugendverein, den damaligen Zweitligaaufsteiger Brønshøj BK.

## Nationalmannschaft
Christensen wurde 1989 von Trainer Sepp Piontek zu einem Turnier auf Malta erstmals in die Nationalmannschaft berufen; wie Johnny Mølby, Henrik Larsen und Hans Erfurt hatte er seinen ersten Einsatz am 8. Februar 1989 in der Partie gegen den Gastgeber. Kurios an Christensens erstem Spiel war, dass bis zu seiner Auswechslung 72 Minuten lang zwei Spieler mit demselben Namen auf dem Platz standen – neben Turbo auch sein Namensvetter Bent Egsmark Christensen von Lyngby BK, der gegen Malta sein zweites von vier A-Länderspielen machte. Beide standen noch einmal bei einem B-Länderspiel 1996 gegen Schottland gemeinsam auf dem Platz.
1992 gehörte Christensen zum Kader des Europameisters. Er kam jedoch nur in zwei Vorrundenspielen gegen England und Schweden zum Einsatz und musste nach einer Verletzung abreisen. Er nahm nach dem Titelgewinn nicht an den Feiern teil und fühlte sich auch nie als Europameister.
Seine Nationalmannschaftskarriere endete während seiner Zeit in Spanien mit der 0:3-Niederlage in Sevilla gegen Spanien in der EM-Qualifikation. In seinen insgesamt 26 Partien unter dem Danebrog traf er achtmal ins gegnerische Tor.

## Trainerkarriere
Im Januar 2003 wurde er Cheftrainer von Værløse BK, den er in die dritte Liga führte. Im Oktober 2005 verpflichtete ihn Brøndby IF als Trainer der A-Jugend (U-18). Später rückte er zum Trainerassistenten der Erstligamannschaft, als er ab dem 1. Januar 2012 zum Trainerteam von Aurelijus Skarbalius gehörte.

## Erfolge
- Schweizer Meister: 1985
- Dänischer Meister: 1987, 1988, 1990, 1991, 1998
- Dänischer Pokalsieger: 1989, 1998
- Fußballeuropameister: 1992